# Diêm Tích Sơn
Diêm Tích Sơn (giản thể: 阎锡山; phồn thể: 閻錫山; bính âm: Yán Xíshān; Wade–Giles: Yen Hsi-shan) (8 tháng 10, 1883 – 22 tháng 7, 1960) là một quân phiệt Trung Hoa phục vụ trong Chính phủ Trung Hoa Dân Quốc. Diêm Tích Sơn kiểm soát tỉnh Sơn Tây từ Cách mạng Tân Hợi năm 1911 tới khi quân Cộng sản chiến thắng năm 1949 trong Nội chiến Trung Quốc. Là thủ lĩnh một tỉnh tương đối nhỏ, nghèo, lại hẻo lánh, Diêm Tích Sơn trải qua thời kỳ khôi phục đế quốc của Viên Thế Khải, thời kỳ quân phiệt, giai đoạn Quốc dân đảng nắm quyền, Chiến tranh Trung-Nhật, và cuộc nội chiến sau đó. Ông buộc phải từ bỏ quyền lực khi các đội quân Quốc dân hoàn toàn mất quyền kiểm soát đại lục, khiến Sơn Tây hoàn toàn bị cô lập. Diêm Tích Sơn được các sử gia phương Tây đánh giá là một nhân vật cải cách, ủng hộ việc sử dụng công nghệ Tây phương để bảo vệ những truyền thống Trung Hoa, cùng với những cải cách kinh tế, chính trị, xã hội mà trên một phương diện nào đó đã dọn đường cho những cải cách triệt để được thực hiện về sau này.

## Cuộc sống ban đầu

### Tuổi trẻ
Diêm Tích Sơn sinh vào cuối thời nhà Thanh ở miền Tây Bắc tỉnh Sơn Tây trong một gia đình nhiều đời kinh doanh ngân hàng và buôn bán (Sơn Tây nổi tiếng là có nhiều nhà ngân hàng thành đạt cho tới tận cuối thế kỷ thứ XIX). Chàng trai trẻ làm việc trong ngân hàng của cha mình vài năm trong lúc theo học giáo dục Nho giáo truyền thống tại một trường làng. Sau khi cha ông phá sản trong một cuộc suy thoái kinh tế vào cuối thế kỷ XIX, Diêm Tích Sơn vào học tại một trường quân sự tại Thái Nguyên do chính quyền Đại Thanh điều hành và tài trợ. Trong thời gian học tập tại trường, Diêm Tích Sơn lần đầu tiên được tiếp xúc với toán học, vật lý, và những môn học phương Tây khác. Năm 1904, Diêm Tích Sơn theo lớp học sang Nhật Bản, nhập học tại Học viện Lục quân Đế quốc, và tốt nghiệp năm 1909.

### Trải nghiệm tại Nhật Bản
Khi học tập tại Nhật Bản, Diêm Tích Sơn rất ấn tượng với công cuộc hiện đại hóa thành công của Nhật Bản. Ông quan sát bước tiến của những cư dân Nhật Bản một thời bị xem là man di chậm tiến, và bắt đầu lo ngại về những hậu quả nếu Trung Hoa bị tụt hậu với thế giới. Những trải nghiệm này về sau trở thành niềm cảm hứng lớn cho những nỗ lực hiện đại hóa Sơn Tây của Diêm Tích Sơn.
Sau cùng, Diêm Tích Sơn kết luận rằng người Nhật Bản có thể cải cách thành công chủ yếu là do Chính phủ Nhật Bản có thể huy động mọi nhân lực để phục vụ những chính sách của chính phủ, cũng như mối quan hệ gần gũi giữa giới quân sự và dân sự Nhật Bản. Diêm Tích Sơn cho rằng thắng lợi bất ngờ của Nhật Bản trong Chiến tranh Nga-Nhật năm 1905 là nhờ vào sự ủng hộ nhiệt tình của công chúng dành cho Quân đội Nhật Bản. Sau khi trở về Trung Quốc năm 1909, Diêm Tích Sơn viết một cuốn sách nhỏ cảnh báo rằng Trung Hoa đang cận kề nguy cơ bị Nhật Bản xâm chiếm trừ khi người Trung Hoa phát triển một dạng ý thức hệ tương tự như võ sĩ đạo.
Thậm chí từ trước khi du học Nhật Bản, Diêm Tích Sơn đã chán ghét tình trạng tham nhũng tràn lan trong giới quan lại nhà Thanh tại Sơn Tây, và cho rằng sự bất lực của Trung Quốc trong thế kỷ XIX là kết quả của chính sách bảo thủ toàn diện cũng như đường lối đối ngoại bạc nhược của triều Thanh. Tại Nhật Bản, Diêm Tích Sơn gia nhập Đồng minh hội của Tôn Trung Sơn, và chủ trương tuyên truyền rộng rãi tư tưởng của Tôn Trung Sơn bằng cách thành lập một tổ chức lấy tên "Thiết huyết đoàn" bên trong Học viện Lục quân. Mục tiêu rõ ràng của tổ chức sinh viên này là phát động cách mạng để thiết lập một nước Trung Hoa hùng mạnh và thống nhất, giống như cách Otto von Bismarck thống nhất nước Đức.

### Trở về Trung Quốc
Khi trở về Trung Quốc năm 1909, Diêm Tích Sơn được bổ nhiệm là tư lệnh một sư đoàn tại Sơn Tây song bí mật hoạt động nhằm lật đổ triều Thanh. Trong Cách mạng Tân Hợi 1911, Diêm Tích Sơn chỉ huy lực lượng cách mạng địa phương đẩy quân Thanh khỏi tỉnh, rồi tuyên bố độc lập khỏi triều Thanh (ngày 29 tháng 10). Diêm Tích Sơn biện minh cho hành động của mình bằng việc công kích sự bạc nhược của nhà Thanh trước sự xấm lấn của ngoại bang, và hứa hẹn sẽ tiến hành cải cách chính trị xã hội sâu rộng.

## Giai đoạn đầu Dân Quốc

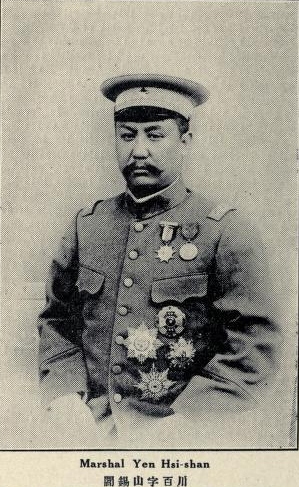
Diêm Tích Sơn đầu thập niên 1920, không lâu sau khi lên nắm quyền tại Sơn Tây.

### Xung đột với Viên Thế Khải
Năm 1911, Diêm Tích Sơn hy vọng hợp quân với một nhà cách mạng nổi bật khác tại Sơn Tây là Ngô Lộc Trinh, nhằm làm suy yếu quyền kiểm soát của Viên Thế Khải tại miền Bắc Trung Quốc, song các kế hoạch này bỏ dở sau khi Ngô Lộc Trinh bị ám sát. Diêm Tích Sơn được các chiến hữu bầu làm đô đốc của Sơn Tây, nhưng không ngăn nổi lực lượng Viên Thế Khải đánh chiếm phần lớn Sơn Tây trong năm 1913. Trong cuộc tấn công này, Diêm Tích Sơn chỉ có thể rút lui về hướng bắc và liên kết với một nhóm vũ trang thân thiện ở tỉnh Thiểm Tây láng giềng. Nhờ tránh đối diện trực tiếp với quân của Viên Thế Khải, Diêm Tích Sơn duy trì được nền tảng sức mạnh của mình. Mặc dù là bạn của Tôn Trung Sơn, song Diêm Tích Sơn quay sang ủng hộ Viên Thế Khải vào năm 1913, nhờ đó được Viên Thế Khải phục chức đô đốc của Sơn Tây, chỉ huy một quân đội mà sau đó nhân viên thuộc cấp đều là người của Viên Thế Khải. Năm 1917, không lâu sau khi Viên Thế Khải từ trần, Diêm Tích Sơn củng cố quyền thống trị Sơn Tây. Sau cái chết của Viên Thế Khải năm 1916, Trung Quốc chìm trong một thời kỳ quân phiệt.
Thái độ kiên quyết chống Thanh của Sơn Tây là một yếu tố khiến Viên Thế Khải tin rằng chỉ có lật đổ nhà Thanh mới đem lại hòa bình cho Trung Hoa và chấm dứt nội chiến. Sự bất lực của Diêm Tích Sơn trước sức mạnh quân sự của Viên Thế Khải ở miền Bắc Trung Hoa cũng là một yếu tố khiến Tôn Trung Sơn quyết định không theo đuổi chức Đại tổng thống được thiết lập sau khi nhà Thanh sụp đổ. Ngoài ra, Tôn Trung Sơn cho rằng tiếp tục nội chiến tương tàn với lực lượng của Viên Thế Khải không bằng nhường lại cho Viên Thế Khải chức đại tổng thống để củng cố chế độ Dân Quốc, dù Viên Thế Khải là đối thủ (tiềm năng) của cách mạng.

### Những nỗ lực hiện đại hóa Sơn Tây
Cho tới năm 1911, Sơn Tây là một trong những tỉnh nghèo nhất Trung Quốc. Diêm Tích Sơn tin rằng, nếu ông không hiện đại hóa kinh tế cũng như cơ sở hạ tầng Sơn Tây, thì ông sẽ không ngăn nổi các quân phiệt từ các nơi khác tràn vào tỉnh. Một thất bại năm 1919 trước một quân phiệt kình địch càng khiến Diêm Tích Sơn tin rằng Sơn Tây chưa đủ phát triển để cạnh tranh quyền bá chủ với các quân phiệt khác, và do đó ông tránh tham gia vào những tranh chấp chính trị cấp quốc gia và duy trì chính sách trung lập, giữ Sơn Tây ở ngoài các cuộc nội chiến. Thay vào đó, Diêm Tích Sơn tập trung toàn lực để hiện đại hóa Sơn Tây và tăng cường nội lực của tỉnh. Thành công từ những cải cách này khiến ông được ca tụng là vị "Tỉnh trưởng kiểu mẫu", còn Sơn Tây là "tỉnh kiểu mẫu".
Quyết tâm hiện đại hóa Sơn Tây của Diêm Tích Sơn chủ yếu bắt nguồn từ những trải nghiệm của ông tại Nhật Bản, nhưng cũng nhờ vào sự tiếp xúc với các nhân vật ngoại quốc từng đến Sơn Tây vào năm 1918 để giúp Diêm Tích Sơn diệt trừ bệnh dịch đương hoành hành trong tỉnh. Diêm Tích Sơn ấn tượng trước sự nhiệt tình, tài năng và quan điểm hiện đại của họ, và sau đó so sánh giữa họ với những viên chức bảo thủ và thường lãnh đạm dưới quyền mình. Những cuộc đàm luận với các nhân vật cải cách nổi tiếng khác, bao gồm John Dewey, Hồ Thích, và người bạn thân của Diêm Tích Sơn là Khổng Tường Hy, càng củng cố quyết tâm của Diêm Tích Sơn trong việc Tây phương hóa Sơn Tây.

### Tham gia Chiến tranh Bắc phạt
Nhằm duy trì tính trung lập của Sơn Tây và tránh xung đột lớn với các thế lực quân phiệt khác, Diêm Tích Sơn sử dụng chiến lược luân phiên thay đổi đồng minh giữa các phái hệ quân phiệt khác nhau, chỉ chắc chắn gia nhập vào bên chắc thắng. Dù yếu hơn so với nhiều quân phiệt xung quanh, song ông thường cố gắng giữ cân bằng giữa các đối thủ láng giềng, ngay cả những người từng bị ông phản bội cũng lưỡng lự trong việc trả đũa ông, do họ có thể còn cần sự ủng hộ của ông trong tương lai. Trong giai đoạn Quốc Dân đảng Bắc phạt, Diêm Tích Sơn liên minh với lực lượng của Tưởng Giới Thạch vào năm năm 1927 nhằm chống quân phiệt Phụng hệ Trương Tác Lâm tại Mãn Châu. Tháng 6 năm 1928, Diêm Tích Sơn chiếm được Bắc Kinh, kết thúc thắng lợi cuộc Bắc phạt. Diêm Tích Sơn được Tưởng Giới Thạch ban thưởng các chức Bộ trưởng Bộ Nội chính và Phó tổng tư lệnh Lục-hải-không quân. Do ủng hộ các chiến dịch quân sự và công cuộc đàn áp Cộng sản của Tưởng Giới Thạch, Tưởng Giới Thạch công nhận Diêm Tích Sơn là chủ tịch của tỉnh Sơn Tây, và cho phép Diêm Tích Sơn khuếch trương ảnh hưởng của mình đến Hà Bắc.

### Tham gia Đại chiến Trung Nguyên

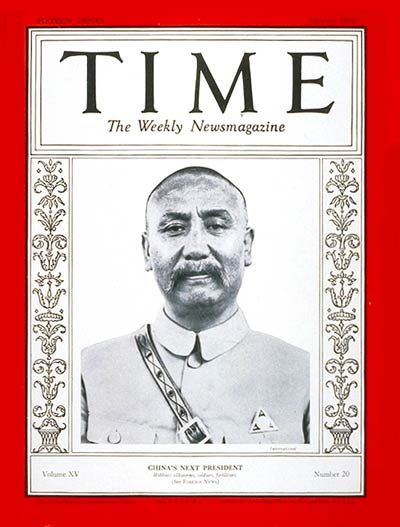
Diêm Tích Sơn: "Tổng thống kế nhiệm của Trung Hoa".

Liên minh giữa Diêm Tích Sơn và Tưởng Giới Thạch kết thúc vào năm sau, 1929, khi Diêm Tích Sơn cùng các đối thủ của Tưởng Giới Thạch thiết lập một chính phủ Quốc dân thay thế tại miền bắc Trung Quốc. Các đồng mình của Diêm Tích Sơn gồm Phùng Ngọc Tường ở miền bắc, Lý Tông Nhân tại Quảng Tây, và phe tả trong Quốc dân đảng dưới quyền Uông Tinh Vệ. Trong khi quân của Phùng Ngọc Tường và Tưởng Giới Thạch tiêu diệt lẫn nhau, Diêm Tích Sơn tiến thẳng vào Sơn Đông mà gần như không gặp kháng cự, chiếm được tỉnh lị vào tháng 6 năm 1930. Sau thắng lợi này, Diêm Tích Sơn lập ra một chính phủ mới, tự mình làm chủ tịch, và triệu tập một "Hội nghị mở rộng đảng bộ Trung Quốc Quốc dân đảng". Hội nghị này có mục đích soạn thảo ra một bản hiến pháp mới, có sự tham dự của nhiều yếu nhân trong đảng và quân đội, như Uông Tinh Vệ (giữ chức Thủ tướng của Diêm Tích Sơn) và Lý Tông Nhân. Nhưng mọi việc thất bại sau khi Tưởng Giới Thạch đánh bại Phùng Ngọc Tường rồi tiến đánh Sơn Đông, tiêu diệt quân đội của Diêm Tích Sơn. Khi quân phiệt Phụng hệ Trương Học Lương tại Mãn Châu công khai tuyên bố đi theo Tưởng Giới Thạch (vì cần sự hỗ trợ của Tưởng Giới Thạch để chống lại Nga Xô và Nhật Bản), Diêm Tích Sơn trốn đến Đại Liên thuộc Mãn Châu, đến năm 1931 mới trở về Sơn Tây không bị xâm chiếm sau khi làm hòa với Tưởng Giới Thạch. Trong Trung Nguyên đại chiến này, Tưởng Giới Thạch khuyến khích người Hồi và Mông Cổ tiến hành lật đổ cả Phùng Ngọc Tường và Diêm Tích Sơn. Chiến thắng của Tưởng Giới Thạch trước Diêm Tích Sơn và Phùng Ngọc Tường năm 1930 được một số người cho là đánh dấu sự chấm dứt của thời kỳ quân phiệt Trung Hoa.
Những sự kiện từ năm 1927-1931 được cho là do những chiến lược của các lãnh chúa quân phiệt vốn thường trông gió trở cờ, sớm đầu tối đánh, đã trở thành đặc trưng trong chính trị Trung Hoa kể từ khi chính phủ trung ương rơi vào cảnh suy sụp từ một thập kỷ trước. Nguyên nhân chính khiến Diêm Tích Sơn thất bại là do những vùng Diêm Tích Sơn kiểm soát có dân cư thưa thớt và kém phát triển, khiến ông không thể đưa ra chiến trường quân đội đông đảo và trang bị hoàn thiện như của Tưởng Giới Thạch đương thời. Diêm Tích Sơn cũng không có những sĩ quan tài giỏi như các sĩ quan của Tưởng Giới Thạch, hay không có thanh thế được như Tưởng Giới Thạch và Quốc dân đảng vào đương thời. Trước khi Tưởng Giới Thạch đánh bại Phùng Ngọc Tường và Diêm Tích Sơn, Diêm Tích Sơn xuất hiện trên trang bìa tạp chí TIME, với dòng chú thích "Tổng thống tiếp theo của Trung Hoa." Sự chú ý của các nhà quan sát ngoại quốc, cũng như sự ủng hộ và trợ giúp từ các chính khách Trung Hoa cao cấp, cho thấy rằng Diêm Tích Sơn có nhiều khả năng trở thành lãnh tụ mới của Trung Hoa trong trường hợp Tưởng Giới Thạch không chiến thắng được liên minh Diêm Tích Sơn-Phùng Ngọc Tường.

### Trở về Sơn Tây
Diêm Tích Sơn chỉ trở về được Sơn Tây sau một nỗ lực vận động trên chính trường. Lý do chính khiến Tưởng Giới Thạch không thể loại trừ ngay những thuộc hạ của Diêm Tích Sơn và nhờ đó vĩnh viễn tiêu diệt thế lực của ông tại Sơn Tây là do áp lực của Trương Học Lương và Nhật Bản, vì họ đều lo ngại trước khả năng Tưởng Giới Thạch mở rộng thế lực sang Mãn Châu. Khi Diêm Tích Sơn vắng mặt, chính phủ dân sự tỉnh Sơn Tây ngừng hoạt động, và nhiều thủ lĩnh quân sự trong tỉnh đấu tranh với nhau nhằm lấp đầy khoảng trống quyền lực, buộc Tưởng Giới Thạch phải bổ nhiệm các thuộc hạ của Diêm Tích Sơn làm các lãnh đạo tỉnh. Dù không chính thức tuyên bố quay lại chính trường ngay lúc đó, Diêm Tích Sơn trở về Sơn Tây năm 1931 với sự ủng hộ và bảo hộ của Trương Học Lương. Tưởng Giới Thạch không lên tiếng phản đối vì còn đang bận giao tranh với quân của Lý Tông Nhân- người hành quân đến miền bắc tỉnh Hồ Nam từ căn cứ địa tại Quảng Tây với danh nghĩa là ủng hộ Diêm Tích Sơn.
Khi Chính phủ trung ương tại Nam Kinh thất bại trong việc kháng cự trước quân Nhật Bản tại Mãn Châu sau Sự biến Thẩm Dương, Diêm Tích Sơn và phe đảng có cơ hội loại bỏ không chính thức các quan chức Quốc dân đảng tại đây. Ngày 18 tháng 12 năm 1931, một nhóm sinh viên (được các thuộc hạ của Diêm Tích Sơn ủng hộ và có lẽ là chỉ đạo) tại Thái Nguyên tập hợp phản đối chính sách nhân nhượng Nhật Bản của chính phủ Nam Kinh. Cuộc biểu tình trở nên bạo lực đến nỗi cảnh sát Quốc dân đảng nổ súng vào đám đông. Sự kiện này gây ra một làn sóng giận dữ, tạo điều kiện cho các quan chức của Diêm Tích Sơn thừa cơ trục xuất các quan chức Quốc dân đảng khỏi tỉnh, viện cớ là để đảm bảo an ninh công cộng. Sau sự kiện này, tổ chức Quốc dân đảng tại Sơn Tây chỉ còn trên danh nghĩa với các thành viên trung thành với Diêm Tích Sơn còn hơn cả với Tưởng Giới Thạch.
Những khó khăn trong tương lai nhằm đảm bảo lòng trung thành của các quân phiệt khắp Trung Hoa, cuộc nội chiến kéo dài với Cộng sản đảng, hay mối đe dọa xâm chiếm ngày càng gia tăng từ phía Nhật Bản, buộc Tưởng Giới Thạch phải để Diêm Tích Sơn giữ chức chủ nhiệm sở tuy tĩnh Thái Nguyên năm 1932, rồi ủy viên Ủy ban Mông-Tạng của chính phủ trung ương. Năm 1934, Tưởng Giới Thạch đi máy bay đến Thái Nguyên, tại đó ông ta ca ngợi chính quyền của Diêm Tích Sơn nhằm đáp lại việc Diêm Tích Sơn ủng hộ công khai Chính phủ Nam Kinh. Bằng việc công khai tán dương chính phủ của Diêm Tích Sơn, Tưởng Giới Thạch trên thực tế thừa nhận quyền thống trị không tranh chấp của Diêm Tích Sơn tại Sơn Tây.

### Mối quan hệ với Chính phủ Quốc dân về sau
Sau năm 1931, Diêm Tích Sơn vẫn giữ thái độ ủng hộ trên danh nghĩa với Chính phủ Nam Kinh, còn thực tế thì duy trì kiểm soát thực tế đối với Sơn Tây, thay đổi giữa hợp tác và xung đột với hoạt động của Cộng sản trong tỉnh. Dù không trực tiếp tham gia song Diêm Tích Sơn ủng hộ Sự biến Tây An 1936, khi Tưởng Giới Thạch bị lực lượng của Trương Học Lương bắt giữ, và chỉ được thả ra sau khi Tưởng Giới Thạch đồng ý thiết lập hòa bình với Đảng Cộng sản và thành lập một "mặt trận thống nhất" cùng kháng Nhật. Trong thư gửi Trương Học Lương năm 1936, Diêm Tích Sơn cho rằng mối bất hòa ngày càng gia tăng giữa Diêm Tích Sơn và Tưởng Giới Thạch là do Diêm Tích Sơn lo ngại về cuộc xâm lược của Nhật Bản và vận mệnh sau đó của Trung Quốc, và do Diêm Tích Sơn không tin tưởng vào tính đúng đắn của việc tập trung nguồn lực của Trung Quốc trong các chiến dịch chống Cộng. Chính trong Sự biến Tây An, bản thân Diêm Tích Sơn tích cực tham gia vào các cuộc đàm phán, gửi phái viên để ngăn việc hành quyết Tưởng Giới Thạch (và cuộc nội chiến mà Diêm Tích Sơn tin rằng nhất định sẽ nổ ra nếu Tưởng Giới Thạch chết), trong khi thúc đẩy thành lập mặt trận thống nhất kháng Nhật.
Quan hệ tài chính giữa Sơn Tây và chính phủ trung ương vẫn phức tạp. Diêm Tích Sơn thành công trong việc thiết lập một tổ hợp công nghiệp nặng xung quanh Thái Nguyên, nhưng lại sao lãng trong việc công khai quy mô thành công ra bên ngoài Sơn Tây, có lẽ là để đánh lừa Tưởng Giới Thạch. Dù đạt được những thành công nhất định trong công cuộc hiện đại hóa nền công nghiệp Sơn Tây, Diêm Tích Sơn vẫn liên tiếp yêu cầu chính phủ trung ương hỗ trợ tài chính để dùng mở rộng đường sắt địa phương và những việc khác, nhưng thường bị từ chối. Khi Diêm Tích Sơn từ chối nộp thuế muối (được sản xuất tại các công xưởng Sơn Tây) về cho chính phủ trung ương, Tưởng Giới Thạch đáp trả bằng cách lũng đoạn thị trường muối ở Hoa Bắc với rất nhiều muối (sản xuất tại vùng duyên hải Trung Hoa) đến mức giá muối ở các tỉnh Hoa Bắc rớt thảm hại: do giá muối quá thấp, các tỉnh lân cận gần như hoàn toàn ngừng mua muối Sơn Tây. Năm 1935, Tưởng Giới Thạch công bố một bản "kế hoạch 5 năm" để hiện đại hóa Trung Quốc, có lẽ là chịu nhiều ảnh hưởng từ "kế hoạch 10 năm" mà Diêm Tích Sơn đề ra vài năm trước đó.

## Chính sách công
Tại Sơn Tây, Diêm Tích Sơn thi hành hàng loạt cải cách với quyết tâm tập trung hóa quyền thống trị của bản thân trong tỉnh. Dù vẫn duy trì những giá trị truyền thống của tầng lớp địa chủ, song ông phê phán sự bóc lột nông dân, và từng bước tiến hành cải cách ruộng đất và làm suy yếu thế lực của tầng lớp địa chủ đối với dân cư tại nông thôn. Những cải cách này cũng làm suy yếu các đối thủ tiềm năng trong tỉnh và mang lại lợi ích cho nông dân Sơn Tây.
Diêm Tích Sơn cố gắng xây dựng quân đội chuyên nghiệp từ lực lượng lính mộ địa phương, xây dựng hình ảnh là đầy tớ thay vì là chủ nhân của nhân dân. Ông phát triển một chủ thuyết riêng (mang tên "tư tưởng Diêm Tích Sơn") và tuyên truyền chủ thuyết này bằng cách tài trợ một mạng lưới báo làng cũng như những gánh hát rong. Ông tổ chức những buổi họp công cộng để người tham dự có thể tự thú nhận những việc làm sai trái của họ và/hoặc phê phán những việc làm xấu của người khác. Ông cũng lập ra một hệ thống giáo dục công, đào tạo một tầng lớp công nhân và nông dân lành nghề biết đọc viết đủ để truyền thụ kiến thức. Không phải đến thời kỳ Cộng hòa Nhân dân Trung Hoa những chính sách này mới được áp dụng, mà đã bắt đầu được Diêm Tích Sơn thi hành ngay từ thời kỳ quân phiệt.

### Chính sách quân sự
Khi Diêm Tích Sơn từ Nhật Bản trở về năm 1909, ông là một người chủ trương mạnh mẽ chủ nghĩa quân phiệt, và đề xuất một hệ thống nghĩa vụ quân sự toàn quốc theo mô hình Đức và Nhật Bản. Thất bại của Đức trong Thế chiến I và thất bại của Diêm Tích Sơn tại Hà Nam năm 1919 khiến Diêm Tích Sơn thay đổi đánh giá về chủ nghĩa quân phiệt. Sau đó, Diêm Tích Sơn cắt giảm quy mô quân đội (để tiết kiệm ngân sách), song đến năm 1923 thì thay đổi khi một tin đồn lan ra rằng các quân phiệt khác đang âm mưu xâm chiếm Sơn Tây. Diêm Tích Sơn liền tiến hành cải cách quân sự, tập trung huấn luyện 100.000 dân quân nông thôn theo kiểu lực lượng dự bị của Nhật Bản và Hoa Kỳ.
Thông qua chế độ quân dịch, Diêm Tích Sơn dự định tạo ra một lực lượng dân quân dự bị làm nền tảng cho xã hội Sơn Tây. Do lực lượng của ông có lẽ là quân đội duy nhất trong thời kỳ quân phiệt chỉ tuyển mộ tại địa phương mà họ đóng quân, cũng như vì Diêm Tích Sơn yêu cầu những binh sĩ của mình tham gia xây dựng cơ sở hạ tầng Sơn Tây, như bảo trì đường sá và giúp đỡ nông dân, và cũng vì kỷ luật nghiêm khắc của Diêm Tích Sơn đảm bảo binh sĩ phải chi trả thực sự cho mọi thứ mà họ lấy từ thường dân, quân đội Sơn Tây được sự ủng hộ quần chúng mạnh mẽ hơn hầu hết những lực lượng quân phiệt kình địch khác tại Trung Quốc.
Bộ tham mưu của Diêm Tích Sơn đều là những sĩ quan xuất thân địa chủ, từng trải qua hai năm đào tạo bằng kinh phí của chính phủ. Dù Diêm Tích Sơn nỗ lực nhằm đưa những sĩ quan này vào khuôn khổ nghiêm khắc, theo kiểu Nhật Bản, cũng như truyền thụ tư tưởng Diêm Tích Sơn cho họ, song quân đội của ông chưa từng thể hiện đặc biệt tinh nhuệ hay kỷ luật trong chiến tranh. Nhìn chung, thành tích của quân đội Diêm Tích Sơn trên chiến trường không thật sự đáng tự hào, và các sĩ quan của Diêm Tích Sơn cũng không thật sự quan tâm hay đồng cảm với binh lính, mà chỉ lo tranh giành quyền lực và tiền tài. Diêm Tích Sơn xây dựng một xưởng vũ khí tại Thái Nguyên, trong suốt giai đoạn ông cầm quyền thì nó luôn là xưởng sản xuất pháo dã chiến duy nhất tại Trung Quốc. Sự tồn tại của xưởng vũ khí này là một trong những nguyên nhân chính giúp Diêm Tích Sơn giữ được nền độc lập nhất định của Sơn Tây. Dù không thật sự thành công khi giao chiến với các lực lượng quân phiệt khác, song quân đội của Diêm Tích Sơn thành công trong việc tiễu phỉ ở Sơn Tây, bảo đảm được trật tự và an ninh công cộng ở mức tương đối tốt. Những thắng lợi của Diêm Tích Sơn trong việc tiễu phỉ bao gồm liên minh với Viên Thế Khải để tiêu diệt tàn quân Bạch Lang sau khi cuộc nổi dậy Bạch Lãng 1913-1914 thất bại.

### Chính sách xã hội
Diêm Tích Sơn quyết tâm bài trừ những phong tục truyền thống mà ông cho là lỗi thời. Ông ra lệnh cho tất cả đàn ông Sơn Tây cắt bỏ đuôi sam của họ (từ thời nhà Thanh), lệnh cho cảnh sát cưỡng chế cắt đuôi sam của bất cứ ai từ chối không chịu bỏ. Một lần, Diêm Tích Sơn còn lừa người dân vào các kịch viện rồi cho cảnh sát lần lượt cắt bím tóc của khán giả. Diêm Tích Sơn cũng nỗ lực bài trừ nạn mù chữ phổ biến của phụ nữ bằng cách thành lập ít nhất một trường nghề tại mỗi huyện, ở đó các bé gái con nhà nông dân có thể tiếp nhận giáo dục tiểu học và được dạy về nội trợ. Thắng lợi của Quốc dân đảng năm 1925 tạo ra một làn sóng ủng hộ những tư tưởng Quốc dân, kể cả nữ quyền, Diêm Tích Sơn cho phép phụ nữ được vào học tại các trường trung học và đại học, và họ nhanh chóng thiết lập hội nữ giới tại đó.
Diêm Tích Sơn còn ra sức loại bỏ tục bó chân, đe dọa kết án những nam giới kết hôn với nữ giới bị bó chân, và những người mẹ bó chân con gái mình, phải đi lao động trong các công xưởng. Ông cũng ngăn cản việc sử dụng âm lịch và khuyến khích phát triển các tổ chức hướng đạo địa phương. Cũng như những người Cộng sản sau này, Diêm Tích Sơn trừng phạt những kẻ phạm pháp bằng "lao động cải tạo" trong các công xưởng.

### Chính sách thuốc phiện
Năm 1916, ít nhất 10% trong số 11 triệu dân Sơn Tây nghiện thuốc phiện, điều này khiến Diêm Tích Sơn quyết định phải tiêu diệt nạn thuốc phiện sau khi lên nắm quyền. Trước tiên, Diêm Tích Sơn xử lý giới buôn thuốc phiện và những người nghiện nặng, đưa những người nghiện nặng vào tù và đưa họ và gia đình họ ra trước công chúng để chịu sỉ nhục. Nhiều người bị kết án vì tội liên quan đến ma túy sau đó tử vong do bị cắt cơn đột ngột. Sau năm 1922, một phần do công chúng phản đối việc nghiêm trị, Diêm Tích Sơn từ bỏ chính sách trừng phạt người nghiện mà chuyển sang chính sách phục hồi nhân phẩm, thông qua gia đình họ buộc họ phải bỏ thuốc phiện, và xây dựng các trại cai nghiện cho mục đích này.
Những biện pháp chống thuốc phiện của Diêm Tích Sơn đem lại hiệu quả to lớn, số lượng người nghiện tại Sơn Tây đã giảm thiểu đến 80% tính tới 1922. Tuy nhiên, trong khi đó những quân phiệt khác chẳng làm gì để ngăn chặn sản xuất và mua bán thuốc phiện, những biện pháp của Diêm Tích Sơn khiến giá thuốc phiện tăng vọt, và thuốc phiện từ khắp nơi được buôn lậu vào Sơn Tây bằng đủ mọi cách, phổ biến là chuyển sang sử dụng loại thuốc viên trộn giữa morphine và heroin, vốn dễ dàng vận chuyển và sử dụng hơn. Vì những địa chủ thế lực nhất Sơn Tây thường là những kẻ cầm đầu đằng sau nạn thuốc phiện, các viên chức Sơn Tây vốn cũng xuất thân từ tầng lớp địa chủ quyền quý hiếm khi tuân theo lệnh Diêm Tích Sơn, nhưng ông cũng chẳng mấy khi làm gì được họ vì không có bằng cớ. Cuối cùng, Diêm Tích Sơn đành từ bỏ những biện pháp chống buôn bán thuốc phiện, chuyển sang chính sách theo đó chính quyền độc quyền sản xuất và buôn bán thuốc phiện tại Sơn Tây. Diêm Tích Sơn tiếp tục than phiền về việc thuốc phiện tràn lan cho tới những năm 1930, và sau năm 1932 đã xử tử hơn 600 người buôn lậu thuốc phiện vào Sơn Tây. Nạn buôn lậu vẫn tiếp diễn, nhưng quyết tâm chống thuốc phiện của Diêm Tích Sơn có lẽ chịu hạn chế do lo sợ khiêu khích người Nhật Bản, vì người Nhật vốn sản xuất phần lớn morphine và heroin tại Trung Quốc thời đó từ tô giới của họ tại Thiên Tân, cũng như kiểm soát phần lớn thị trường thuốc phiện tại Hoa Bắc trong những năm 1930.

### Những hạn chế
Những nỗ lực phát triển kinh tế Sơn Tây của Diêm Tích Sơn chủ yếu bao gồm những dự án đầu tư của chính quyền vào nhiều ngành công nghiệp, và nhìn chung ông thất bại trong việc khuyến khích đầu tư và mậu dịch tư nhân. Dù tình hình kinh tế Sơn Tây được cải thiện đáng kể, song những nỗ lực của Diêm Tích Sơn vẫn bị giới hạn, bởi thực tế là bản thân ông thiếu kiến thức chính quy về kinh tế hay công nghiệp. Diêm Tích Sơn cũng không có những cố vấn giàu kinh nghiệm để có thể chỉ đạo những dự án dù chỉ phức tạp ở mức độ tương đối có liên quan đến kế hoạch phát triển kinh tế của ông. Vì hầu hết ban tham mưu của ông đều xuất thân từ tầng lớp địa chủ, nhiều người trong số họ có thể đã phá hoại ngầm từ bên trong, khiến nông dân tiếp tục lao động cho họ với mức lương rẻ mạt.

## Tư tưởng Diêm Tích Sơn
Diêm Tích Sơn dành trọn đời để xác định, phân tích và truyền bá một tư tưởng toàn diện nhằm cải thiện chí khí và lòng trung thành của những công chức và nhân dân Sơn Tây. Trong thời gian học tập tại Nhật Bản, Diêm Tích Sơn bị chủ nghĩa quân phiệt và chủ nghĩa Darwin xã hội thu hút, song ông từ bỏ chúng sau Chiến tranh thế giới thứ nhất. Trong suốt cuộc đời còn lại của mình, Diêm Tích Sơn nằm trong số những người bảo thủ nhất tại Trung Quốc: rằng cải cách xã hội và kinh tế sẽ tiến triển nhờ cải cách đạo đức; và rằng các vấn đề mà Trung Quốc phải đối diện chỉ có thể được giải quyết nhờ khôi phục đạo đức của nhân dân. Trong thời gian cầm quyền, ông cho rằng không có tư tưởng riêng lẻ để thống nhất người Trung Quốc, và nỗ lực phát triển một tư tưởng lý tưởng của riêng mình, và từng hãnh diện rằng mình thành công trong việc thiết lập một hệ thống tín ngưỡng toàn diện biểu thị các đặc tính tối ưu của "chủ nghĩa quân phiệt, chủ nghĩa quốc dân, chủ nghĩa vô chính phủ, chế độ dân chủ, chủ nghĩa tư bản, chủ nghĩa Cộng sản, chủ nghĩa cá nhân, chủ nghĩa đế quốc, chủ nghĩa phổ độ, chủ nghĩa gia trưởng, và chủ nghĩa không tưởng". Phần lớn các nỗ lực của Diêm Tích Sơn nhằm truyền bá tư tưởng của mình được tiến hành thông qua một mạng lưới các tổ chức bán tôn giáo mang tên "Tẩy tâm xã".

### Ảnh hưởng từ Nho giáo
Diêm Tích Sơn gắn bó tình cảm với triết lý Nho giáo do được giáo dục trong môi trường này, và do ông xác định các giá trị Nho giáo là một giải pháp hiệu quả mang tính lịch sử đối với tình trạng hỗn loạn và vô trật tự vào đương thời. Diêm Tích Sơn biện hộ cho sự thống trị của mình thông qua các lý luận chính trị Nho giáo, và nỗ lực phục hưng những đức tính Nho giáo để khiến chúng được chấp thuận phổ quát. Trong các phát biển và tác phẩm của mình, Diêm Tích Sơn biểu thị sự ngưỡng mộ quá độ đối với các đức tính tiết chế và hài hòa có liên hệ với Trung Dung. Nhiều cải cách mà Diêm Tích Sơn nỗ lực được thực hiện với mục đích chứng minh rằng ông là một "quân tử".
Sự diễn giải Nho giáo của Diêm Tích Sơn hầu hết là lấy từ Lý học vốn phổ biến vào thời Thanh. Ông dạy rằng mọi người bẩm sinh đều có một tài, song để hoàn thiện tài này thì phụ thuộc vào cảm xúc và mong muốn kiểm soát lương tâm của họ. Ông ngưỡng mộ các triết gia Lục Cửu Uyên và Vương Dương Minh thời Minh, là người miệt thị tri thức và người khuyến khích nam nhân hành động dựa theo trực giác của mình. Diêm Tích Sơn cho rằng nhân loại chỉ có thể đạt đến tiềm năng của mình thông qua tự phê bình và tự tu luyện mãnh liệt, do vậy ông thiết lập ở mỗi thị trấn một "Tẩy tâm xã", các thành viên của tổ chức tập hợp vào mỗi chủ nhật để trầm tư và nghe các bài thuyết pháp dựa trên các đề tài của kinh điển Nho giáo. Mọi người trong cuộc họp được yêu cầu đứng lên và lớn tiếng thú nhận những lỗi lầm của mình trong tuần qua, mời phê bình từ các thành viên khác.

### Ảnh hưởng từ Thiên Chúa giáo
Diêm Tích Sơn quy nhiều sinh khí của Tây phương cho Thiên Chúa giáo, và nghĩ rằng Trung Quốc chỉ có thể kháng cự và vượt qua Tây phương bằng cách tạo ra một truyền thống tư tưởng gây cảm hứng tương đồng. Diêm Tích Sơn đánh giá cao nỗ lực của các nhà truyền giáo (hầu hết là người Mỹ, duy trì một học khu tại Thái Cốc) nhằm giáo dục và hiện đại hóa Sơn Tây. Diêm Tích Sơn thường xuyên diễn thuyết trước các lớp tốt nghiệp từ những trường này, song thường không thành công trong việc tuyển mộ các học sinh này phục vụ trong chính quyền của ông. Diêm Tích Sơn hỗ trợ các nhà thờ Thiên Chúa giáo địa phương tại Thái Nguyên, và từng nghiêm túc cân nhắc việc sử dụng các giáo sĩ Thiên Chúa giáo trong quân đội của ông. Sự ủng hộ công khai của Diêm Tích Sơn cho Thiên Chúa giáo giảm bớt sau năm 1925, khi ông thất bại trong việc bảo vệ tín hữu Thiên Chúa giáo trong các cuộc thị uy chống người ngoại quốc và chống tín hữu Thiên Chúa giáo vốn phân cực Thái Nguyên.
Diêm Tích Sơn chủ tâm sắp xếp nhiều đặc điểm của Tẩy tâm xã vào trong các nhà thờ Thiên Chúa giáo, bao gồm kết thúc mỗi buổi tế lễ bằng một thánh ca ca ngợi Khổng Tử. Diêm Tích Sơn xúc tiến dân chúng đặt đức tin của họ vào một đấng tối cao mà ông gọi là Thượng đế: ông biện minh đức tin của mình vào Thượng đế bằng các kinh điển Nho giáo, song mô tả Thượng đế bằng các ngôn từ rất tương đồng với giải thích của Thiên Chúa giáo về Thượng đế. Giống như Thiên Chúa giáo, tư tưởng Diêm Tích Sơn được lan tỏa với niềm tin rằng, bằng cách chấp thuận tư tưởng của ông, nhân dân có thể được tái sinh.

### Ảnh hưởng của tư tưởng Quốc dân
Năm 1911, Diêm Tích Sơn giành được quyền lực tại Sơn Tây với địa vị là một thành viên Quốc dân, song sau đó ông nhận định chủ nghĩa Quốc dân chỉ đơn thuần là một tập hợp các ý tưởng khác có thể sử dụng nhằm đạt được các mục tiêu của mình. Diêm Tích Sơn nói rằng mục tiêu chính của Tẩy tâm xã là khuyến khích tính thần ái quốc của người Trung Quốc bằng cách phục hồi đền thờ Nho giáo, khiến những người ngoại quốc quy kết ông nỗ lực thiết lập một phiên bản Thần đạo kiểu Trung Quốc.
Diêm Tích Sơn nỗ lực trung hòa một số khía cạnh của tư tưởng Tôn Trung Sơn mà ông nhận thấy có nguy cơ đe dọa đến quyền lực của bản thân. Diêm Tích Sơn cải biến một số học thuyết của Tôn Trung Sơn trước khi phổ biến chúng tại Sơn Tây, thiết lập phiên bản Tam Dân của riêng ông, theo đó thay thế những nguyên lý về dân tộc và dân chủ bằng các nguyên lý về đạo đức và tri thức. Trong Phong trào Ngũ Tứ năm 1919, khi các học sinh tại Thái Nguyên tổ chức tuần hành chống ngoại quốc, Diêm Tích Sơn cảm báo rằng tinh thần ái quốc giống như lượng mưa nên chỉ có lợi khi biết tiết chế.
Sau khi Quốc dân đảng thành công trong việc thiết lập một chính phủ trung ương trên danh nghĩa vào năm 1930, Diêm Tích Sơn khuyến khích các nguyên lý Quốc dân mà ông nhận định là mang lại lợi ích xã hội. Trong thập niên 1930, Diêm Tích Sơn nỗ lực thiết lập tại mỗi thôn một phong trào nhằm xúc tiến các giá trị của phong trào Tân sinh hoạt của Tưởng Giới Thạch. Những giá trị này gồm có trung thực, thân thiện, tôn nghiêm, siêng năng, khiêm tốn, tiết kiệm, vệ sinh cá nhân, và tuân lệnh.

### Ảnh hưởng của xã hội chủ nghĩa và Cộng sản chủ nghĩa
Năm 1931, Diêm Tích Sơn trở về sau khi lưu vong tại Đại Liên với những ấn tượng về thành công hiển nhiên của kế hoạch 5 năm lần thứ nhất của Liên Xô, và ông nỗ lực tái cấu trúc kinh tế Sơn Tây theo các cách thức Xô viết, theo một "kế hoạch 10 năm" địa phương mà Diêm Tích Sơn tự phát triển. Trong thập niên 1930, Diêm Tích Sơn thẳng thừng đánh đồng phát triển kinh tế với kiểm soát nhà nước đối với công nghiệp và tài chính, và ông thành công trong việc đưa hầu hết ngành công thương vào trong quyền kiểm soát của chính quyền vào cuối thập niên 1930.
Những phát biểu của Diêm Tích Sơn sau năm 1931 phản ánh một sự giải thích kinh tế Marxist (hầu hết lấy từ Tư bản luận) mà Diêm Tích Sơn tiếp nhận trong khi lưu vong tại Đại Liên. Sau giải thích này, Diêm Tích Sơn nỗ lực cải tổ kinh tế Sơn Tây nhằm tương đồng hơn với kinh tế của Liên Xô, truyền cảm hứng cho một kế hoạch kinh tế "phân phối theo lao động". Khi mối đe dọa của Cộng sản Trung Quốc trở nên đáng kể đối với quyền lực của mình, Diêm Tích Sơn biện hộ cho những người Cộng sản là can đảm và cuồng tín hy sinh khác biệt với đạo tặc thông thường (trái ngược với tuyên truyền của Quốc dân đảng), và những yêu cầu của họ cần phải được đáp ứng bằng những cải cách xã hội và kinh tế giúp làm giảm môi trường để chủ nghĩa Cộng sản hoạt động.
Giống như Karl Marx, Diêm Tích Sơn muốn loại bỏ điều mà ông nhìn nhận là lợi nhuận phi lao động bằng cách tái cấu trúc kinh tế Sơn Tây nhằm chỉ thưởng cho những người lao động. Diêm Tích Sơn giải thích lại chủ nghĩa Cộng sản nhằm hiệu chỉnh điều mà ông cho là sai lầm lớn của chủ nghĩa Marx: tính tất yếu của đấu tranh giai cấp. Diêm Tích Sơn tán tụng Marx do phân tích của ông ta về khía cạnh vật chất trong xã hội nhân loại, song tuyên bố tin rằng có một sự thống nhất đạo đức và tinh thần của nhân loại bao hàm một trạng thái hài hòa, nó gần gũi với lý tưởng nhân loại hơn là xung đột. Bằng cách khước từ thuyết quyết định kinh tế để ủng hộ đạo đức và tự do ý chí, Diêm Tích Sơn hy vọng thiết lập một xã hội hiệu quả hơn và ít bạo lực hơn so với xã hội Cộng sản, trong khi thủ tiêu bóc lột và cảnh khổ cực của nhân loại mà ông cho rằng là kết quả tất yếu của chủ nghĩa tư bản.
Diêm Tích Sơn diễn giải Tân chính của Tổng thống Hoa Kỳ Roosevelt là xúc tiến chủ nghĩa xã hội nhằm chống lại sự truyền bá của chủ nghĩa Cộng sản. Diêm Tích Sơn sau đó tiến hành một loạt dự án công trình công cộng lấy cảm hứng từ Tân chính nhằm giảm bớt thất nghiệp trong tỉnh.

### Mức độ thành công
Bất chấp những nỗ lực của mình, Diêm Tích Sơn không thể đạt được thành công trong việc truyền bá phổ biến tư tưởng Diêm Tích Sơn tại Sơn Tây, và hầu hết quần chúng của ông từ chối tin rằng mục tiêu thực sự của ông khác biệt đáng kể so với của các chế độ trước. Bản thân Diêm Tích Sơn đổ lỗi thất bại cho khuyết điểm của các quan chức thuộc cấp, buộc tội rằng họ lạm dụng quyền lực và không thể giải thích các tư tưởng của ông cho thường dân. Tổng thể, các quan chức của Sơn Tây biển thủ các quỹ dự định dành cho tuyên truyền, cố gắng giải thích các tư tưởng của Diêm Tích Sơn bằng ngôn ngữ quá phức tạp với thường dân, và thường cư xử theo kiểu độc đoán gây mất tín nhiệm đối với tư tưởng Diêm Tích Sơn và thất bại trong việc tạo ra sự nhiệt tình trong dân chúng dành cho chế độ của Diêm Tích Sơn.

## Các nguy cơ

### Xung đột ban đầu với Nhật Bản
Diêm Tích Sơn không tiến đến xung đột nghiêm trọng với người Nhật cho đến đầu thập niên 1930. Trong thời gian lưu vong tại Đại Liên vào năm 1930, Diêm Tích Sơn nhận biết được các kế hoạch xâm chiếm Mãn Châu của Nhật Bản, và giả bộ cộng tác với người Nhật nhằm tạo áp lực để Tưởng Giới Thạch phải cho phép ông trở về Sơn Tây, sau đó ông mới cảnh báo Tưởng Giới Thạch về ý định của Nhật Bản. Việc người Nhật chiếm Mãn Châu thành công vào năm 1931 khiến Diêm Tích Sơn kinh sợ, ông tuyên bố rằng một mục tiêu chính trong kế hoạch 10 năm của ông là tăng cường phòng thủ Sơn Tây kháng Nhật. Đầu thập niên 1930, Diêm Tích Sơn ủng hộ các cuộc nổi loạn kháng Nhật, lên án Nhật Bản chiếm đóng Mãn Châu là "dã man" và "độc ác", công khai kêu gọi Tưởng Giới Thạch đưa quân đến Mãn Châu, và hỗ trợ cho những du kích kháng Nhật tại Mãn Châu.
Trong tháng 12 năm 1931, Diêm Tích Sơn cảnh báo rằng sau khi đoạt quyền kiểm soát Mãn Châu, người Nhật sẽ nỗ lực đoạt quyền kiểm soát Nội Mông bằng cách lật đổ nhà đương cục Trung Quốc tại Sát Cáp Nhĩ và Tuy Viễn (tỉnh). Nhằm ngăn chặn điều này, trước tiên Diêm Tích Sơn đoạt quyền kiểm soát Tuy Viễn, phát triển nguồn khoáng sản sắt phong phú của Tuy Viễn (24% của Trung Quốc), và cho hàng nghìn binh sĩ-nông dân định cư tại Tuy Viễn. Khi các binh sĩ Mãn Châu Quốc (do Nhật Bản vũ trang và chỉ huy) xâm chiếm Sát Cáp Nhĩ vào năm 1935, Diêm Tích Sơn gần như tuyên chiến với Nhật bằng cách chấp thuận một chức vụ giống như "cố vấn" của Ủy ban chính vụ Mông Cổ Tuy Viễn, một cơ cấu do chính phủ trung ương thiết lập nhằm tổ chức người Mông Cổ phản đối Nhật Bản.
Người Nhật bắt đầu xúc tiến "quyền tự trị" cho miền Bắc Trung Quốc vào mùa hạ năm 1935. Có vẻ như nhiều yếu nhân Nhật Bản tại Trung Quốc cho rằng Diêm Tích Sơn và nhiều nhân vật khác tại miền bắc về cơ bản là thân Nhật, và sẵn sàng phụ thuộc bản thân vào người Nhật để đổi lấy sự bảo hộ trước Tưởng Giới Thạch. Diêm Tích Sơn phát hành một thư ngỏ vào tháng 9, trong đó ông cáo buộc người Nhật muốn xâm chiếm toàn bộ Trung Quốc trong hai thập niên tới. Theo các nguồn của Nhật Bản, Diêm Tích Sơn tham gia các đàm phàn với người Nhật vào năm 1935, song chưa từng nhiệt tình về "quyền tự trị" và bác bỏ đàm phán về chúng khi ông nhận thấy họ có ý định biến ông thành bù nhìn. Diêm Tích Sơn có vẻ như sử dụng các cuộc đàm phán này để khiến Tưởng Giới Thạch hoảng sợ và phải đưa quân đến phòng thủ Sơn Tây, do ông sợ rằng Tưởng Giới Thạch đang chuẩn bị hy sinh Hoa Bắc để tránh phải giao chiến với Nhật Bản. Nếu đây là ý định của Diêm Tích Sơn thì chúng đã thành công, Tưởng Giới Thạch đảm bảo với Diêm Tích Sơn rằng ông ta sẽ cho quân phòng thủ Sơn Tây trong trường hợp Sơn Tây bị xâm chiếm.

### Xung đột ban đầu với Đảng Cộng sản
Mặc dù ái mộ triết lý và phương thức kinh tế của chủ nghĩa Cộng sản, song Diêm Tích Sơn lo sợ mối đe dọa từ những người Cộng sản Trung Quốc ở mức độ gần tương đương với người Nhật. Trong đầu thập niên 1930, Diêm Tích Sơn quan sát thấy rằng nếu Hồng quân công nông xâm chiếm Sơn Tây thì lực lượng này sẽ nhận được sự ủng hộ của 70% dân chúng, và sẽ dễ dàng tuyển mộ một triệu binh sĩ trong số những công dân tuyệt vọng nhất tại Sơn Tây. Diêm Tích Sơn nhận xét rằng "công việc đàn áp Cộng sản là 70% chính trị và chỉ 30% quân sự, còn công việc ngăn ngừa sự phát triển của nó nói chung là 90% chính trị." Nhằm ngăn chặn mối đe dọa của Cộng sản với Sơn Tây, Diêm Tích Sơn gửi quân đi giao chiến với lực lượng Cộng sản tại Giang Tây và sau đó là Thiểm Tây, tổ chức thân sĩ và nhà đương cục tại thôn vào các tổ chức chính trị chống tham ô và chống Cộng sản, và nỗ lực (hầu như không thành công) để thực hiện một chương trình cải cách điền địa quy mô lớn.
Những cải cách này không ngăn chặn được sự lan truyền các hoạt động du kích Cộng sản vào Sơn Tây. Sưới sự lãnh đạo của Lưu Chí Đan và Từ Hải Đông, 34.000 quân Cộng sản tiến vào miền tây nam Sơn Tây vào tháng 2 năm 1936. Đúng như Diêm Tích Sơn dự đoán, những người Cộng sản nhận được sự ủng hộ đại chúng; và mặc dù quân số ít hơn và được trang bị kém hơn song lực lượng Cộng sản thành công trong việc chiếm đóng một phần ba lãnh thổ Sơn Tây (ở miền nam) trong vòng chưa đầy một tháng. Chiến lược du kích của Cộng sản rất hiệu quả, quân của Diêm Tích Sơn mất tinh thần và nhiều lần bị đột kích. Nhờ hợp tác của nhân dân địa phương, Hồng quân công nông có thể lảng tránh và dễ dàng xác định vị trí quân của Diêm Tích Sơn, và triệt thoái khỏi tỉnh khi chính phủ trung ương phái quân tiếp viện. Bản thân Diêm Tích Sơn thừa nhận rằng lực lượng của ông chiến đấu kém trong chiến dịch, lực lượng Quốc Dân đảng duy trì tại Sơn Tây biểu lộ thái độ thù địch với quyền lực của Diêm Tích Sơn, song không gây trở ngại tới công việc thống trị của ông.

### Mông Cương xâm chiếm
Trong tháng 3 năm 1936, binh sĩ Mãn Châu Quốc đang chiếm đóng tỉnh Sát Cáp Nhĩ xâm chiếm miền đông bắc của tỉnh Tuy Viễn do Diêm Tích Sơn quản lý. Các binh sĩ Mãn Châu Quốc đoạt được đô thị Bách Linh Miếu tại miền bắc Tuy Viễn, tại đây "Ủy ban chính vụ tự trị địa phương Mông Cổ" thân Nhật duy trì trụ sở của họ. Ba tháng sau, người đứng đầu ủy ban chính vụ là Đức vương Demchugdongrub tuyên bố rằng mình là người thống trị của Mông Cương, và tổ chức một quân đội với trợ giúp về thiết bị và huấn luyện từ người Nhật. Trong tháng 8 năm 1936, quân đội của Đức vương nỗ lực xâm chiếm miền đông Tuy Viễn, song bị quân của Diêm Tích Sơn dưới quyền Phó Tác Nghĩa đánh bại. Sau thất bại này, Đức vương lập kế hoạch cho các cuộc xâm chiếm khác trong khi các tay sai của Nhật Bản cẩn trọng phác thảo và chụp hình hệ thống phòng thủ của Tuy Viễn.
Sau khi Tuy Viễn bị tiến công, nhằm chuẩn bị cho khả năng sớm bị Nhật Bản xâm chiếm, Diêm Tích Sơn nỗ lực để buộc toàn bộ học sinh phải trải qua vài tháng huấn luyện quân sự cưỡng bách, và thiết lập một liên minh phi chính thức với những người Cộng sản nhằm mục đích chiến đấu với Nhật Bản, vài tháng trước Sự biến Tây An. Trong tháng 11 năm 1936, quân đội của Đức vương đưa cho Phó Tác Nghĩa một tối hậu thư đầu hàng, khi Phó Tác Nghĩa đáp lại rằng Đức vương chỉ là một con rối và yêu cầu Đức vương quy phục quyền uy của chính phủ trung ương, quân đội Mông Cổ của Đức vương và quân đội Mãn Châu Quốc tiến hành một cuộc tấn công tham vọng hơn.
Dự liệu từ trước, các điệp viên Nhật Bản phá hủy một kho quân nhu lớn tại Đại Đồng, và tiến hành các hành động phá hoại khác. Diêm Tích Sơn đưa ra các binh sĩ tinh nhuệ nhất và tướng tài nhất, trong đó có Triệu Thừa Thụ, con rể Diêm là Vương Tĩnh Quốc, nằm dưới quyền chỉ huy của Phó Tác Nghĩa. Trong tháng diễn ra giao tranh sau đó, quân đội Mông Cương chịu tổn thất nghiêm trọng. Quân của Phó Tác Nghĩa chiếm được Bách Linh Miếu vào ngày 24 tháng 11 năm 1936, và dự định tiến quân đến Sát Cáp Nhĩ trước khi nhận được cảnh báo của Quốc Dân đảng rằng làm vậy sẽ kích động một cuộc tiến công của quân đội Nhật Bản. Quân của Đức vương nhiều lần cố gắng tái chiếm Bách Linh Miếu, song điều này chỉ khiêu khích Phó Tác Nghĩa đưa quân lên phía bắc, tại đây ông ta thành công trong việc chiếm các căn cứ cuối cùng của Đức vương tại Tuy Viễn và gần như hủy diệt quân đội của Đức vương. Sau khi các sĩ quan người Nhật được phát hiện trợ giúp cho Đức vương, Diêm Tích Sơn công khai cáo buộc tội Nhật Bản hỗ trợ. Những thắng lợi của Diêm Tích Sơn tại Tuy Viễn trước các lực lượng do Nhật Bản hậu thuẫn được các báo chí Trung Quốc, các quân phiệt và lãnh đạo chính trị khác, cùng công chúng Trung Quốc tán tụng.

## Chiến tranh Trung-Nhật

### Liên minh với Cộng sản
Sau thất bại của Hồng quân nhằm thiết lập các căn cứ tại miền nam Sơn Tây vào đầu năm 1936, tiếp đến là sự hiện diện của Quốc quân tại đây, cùng các nỗ lực của Nhật Bản nhằm đoạt Tuy Viễn vào hè năm đó, Diêm Tích Sơn bị thuyết phục rằng lực lượng Cộng sản là mối đe dọa nhỏ hơn đến quyền lực của mình nếu so với Quốc dân đảng hay người Nhật. Sau đó, Diêm Tích Sơn đàm phán một "mặt trận thống nhất" kháng Nhật bí mật với lực lượng Cộng sản trong tháng 10 năm 1936; và sau sự biến Tây Án vào hai tháng sau đó, ông tác động thành công để Tưởng Giới Thạch tham gia một thỏa thuận tương tự với lực lượng Cộng sản. Sau khi thiết lập liên minh với lực lượng Cộng sản, Diêm Tích Sơn bãi bỏ lệnh cấm các hoạt động Cộng sản tại Sơn Tây. Ông cho phép các thành viên Cộng sản dưới quyền Chu Ân Lai thiết lập một trụ sở bí mật tại Thái Nguyên, và phóng thích những tù nhân Cộng sản mà ông cầm tù (gồm ít nhất một tướng là Vương Nhược Phi).
Dưới khẩu hiệu "thủ thổ kháng chiến", Diêm Tích Sơn nỗ lực tuyển mộ các tri thức trẻ, ái quốc vào chính quyền của mình nhằm tổ chức kháng cự địa phương trước đe dọa xâm chiếm từ Nhật Bản. Đến năm 1936, Thái Nguyên trở thành điểm tập hợp của các tri thức kháng Nhật trốn từ Bắc Kinh, Thiên Tân và Đông Bắc, họ sẵn sàng hợp tác với Diêm Tích Sơn, song ông cũng tuyển mộ những người Sơn Tây cư trú trên khắp Trung Quốc bất kể hiệp hội chính trị mà họ từng tham dự. Một số quan chức Sơn Tây bị thu hút trước đại nghiệp của Diêm Tích Sơn vào cuối thập niên 1930 về sau trở thành những nhân vật trọng yếu trong chính phủ Trung Quốc, như Bạc Nhất Ba.

### Các chiến dịch ban đầu
Vào tháng 7 năm 1937, sau sự kiện Lư Câu Kiều kích động người Nhật tấn công quân Trung Quốc tại và xung quanh Bắc Kinh, người Nhật phái một lượng lớn các chiến đấu cơ và binh sĩ Mãn Châu Quốc đi chi viện cho quân đội của Đức vương. Điều này khiến Diêm Tích Sơn cho rằng một cuộc xâm chiếm của Nhật Bản vào Sơn Tây đã cận kề, và ông bay đến Nam Kinh để truyền đạt tình hình cho Tưởng Giới Thạch. Diêm Tích Sơn rời khỏi Nam Kinh với chức Trưởng tư lệnh chiến khu 2, gồm Sơn Tây, Tuy Viễn, Sát Cáp Nhĩ, và miền bắc Thiểm Tây.
Sau khi trở về Sơn Tây, Diêm Tích Sơn khuyến khích các quan chức của mình nghi ngờ về gián điệp của đối phương và Hán gian, và lệnh cho binh sĩ tiến công quân của Đức vương tại miền bắc Sát Cáp Nhĩ, hy vọng sẽ tạo bất ngờ và nhanh chóng áp đảo họ. Quân Mông Cổ và Mãn Châu nhanh chóng tan tác, và quân tiếp viện của Nhật Bản chịu tổn thất nặng tại Nam Khẩu quan. Người Nhật có hỏa lực áp đảo, gồm pháo, bom, và tăng, cuối cùng buộc quân của Diêm Tích Sơn phải đầu hàng Nam Khẩu, sau đó quân Nhật nhanh chóng chiếm Tuy Viễn và Đại Đồng. Người Nhật tiếp đến bắt đầu nghiêm chỉnh xâm chiếm Sơn Tây.
Khi quân Nhật tiến về phía nam để vào bồn địa Thái Nguyên, Diêm Tích Sơn nỗ lực áp đặt kỷ luật trong quân đội bằng việc hành hình Tướng Lý Phúc Anh và các sĩ quan khác vì tội rút lui trước kẻ địch. Ông ban hành lệnh không triệt thoái hoặc đầu hàng trong mọi trường hợp, tuyên bố sẽ kháng Nhật đến khi người Nhật bị đánh bại, và mời những binh sĩ giết mình nếu ông phản bội lời hứa. Đối diện với việc Nhật Bản tiếp tục tiến quân, Diêm Tích Sơn tạ lỗi với chính phủ trung ương vì những thất bại của quân đội Sơn Tây, yêu cầu trung ương gánh vác trách nhiệm phòng thủ Sơn Tây, và chấp thuận chia sẻ quyền kiểm soát chính phủ tỉnh với một trong các đại diện của Tưởng Giới Thạch.
Đến khi Diêm Tích Sơn nhận thấy tình thế chắc chắn không thể thành công trong việc đẩy lui quân Nhật, ông mời lực lượng quân sự Cộng sản tái nhập Sơn Tây. Chu Đức trở thành tổng tư lệnh của Bát lộ quân hoạt động tại Sơn Tây và được bổ nhiệm là Phó tư lệnh của Chiến khu 2, dưới quyền Diêm Tích Sơn. Ban đầu, Diêm Tích Sơn hưởng ứng nồng nhiệt việc lực lượng Cộng sản tái nhập, và họ được các quan chức và sĩ quan của Diêm Tích Sơn hoan nghênh nhiệt tình. Lực lượng Cộng sản đến Sơn Tây vừa kịp giúp đánh bại quân Nhật đang nỗ lực di chuyển qua đèo chiến lược là Bình Hình quan. Sau khi quân Nhật phản ứng với thất bại này bằng việc đánh vào sườn quân phòng thủ và tiến hướng về Thái Nguyên, lực lượng Cộng sản tránh những trận chiến quyết định và hầu hết các nỗ lực của họ là quấy nhiễu quân Nhật và phá hoại đường tiếp tế và thông tin của quân Nhật. Người Nhật chịu tổn thất, song hầu như phớt lờ Bát lộ quân và tiếp tục tiến đến thủ phủ của Diêm Tích Sơn. Việc thiếu chú ý đến lực lượng của họ khiến những người Cộng sản có thời gian để tuyển mộ và tuyên truyền trong dân cư nông thôn (những người thường nhiệt tình hoan nghênh lực lượng Cộng sản) và tổ chức một mạng lưới các đơn vị dân quân, đội du kích địa phương, và tổ chức đại chúng.
Những nỗ lực kháng Nhật của lực lượng Cộng sản trao cho họ quyền tiến hành các cải cách xã hội và kinh tế bao quát và cấp tiến, hầu hết liên quan đến ruộng đất và tái phân phối của cải, họ biện minh bằng cách gán cho những người kháng cự là Hán gian. Những nỗ lực của Cộng sản nhằm kháng Nhật cũng thu hút một lượng nhỏ các tri thức ái quốc của Sơn Tây, và nỗi sợ hãi cố hữu trong việc chống lại họ khiến những người Cộng sản tiếp cận không giới hạn dân cư nông thôn. Các hành động tàn bạo của Nhật Bản trong nỗ lực tiêu diệt Cộng sản tại Sơn Tây khiến hàng triệu người ở vùng nông thôn căm thù, khiến dân cư nông thôn quay sang ủng hộ lực lượng Cộng sản lãnh đạo kháng Nhật. Toàn bộ những yếu tố này giải thích làm sao mà trong vòng một năm tái nhập Sơn Tây, lực lượng Cộng sản có thể giành quyền kiểm soát hầu hết các khu vực mà người Nhật không giữ vững trong tỉnh.

### Thái Nguyên thất thủ

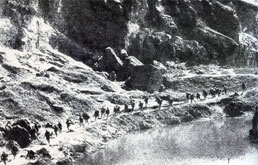
Binh sĩ Trung Quốc hành quân đi phòng thủ Hán Khẩu.

Bằng cách hành quyết các sĩ quan phạm tội rút lui, Diêm Tích Sơn thành công trong việc nâng cao tinh thần chiến đấu trong quân đội của ông. Trong Chiến dịch Bình Hình quan, quân đội Sơn Tây thành công trong việc kháng cự nhiều cuộc đột kích của quân Nhật, trong khi Bát lộ quân quấy rối quân Nhật từ phía sau và dọc hai bên sườn. Các đơn vị khác trong quân đội của Diêm Tích Sơn thành công trong việc phòng thủ các đèo lân cận. Sau khi Nhật Bản phá vỡ phòng tuyến thành công để tiến vào bồn địa Thái Nguyên, họ tiếp tục gặp phải kháng cự mãnh liệt. Tại Nguyên Bình, một lữ đoàn của quân đội Diêm Tích Sơn cản bước tiến của toàn quân Nhật trong vòng một tuần, cho phép quân tiếp viện do chính phủ trung ương phái đến chiếm được các vị trí phòng thủ tại Hãn Khẩu. Các tướng của lực lượng Cộng sản là Chu Đức và Bành Đức Hoài chỉ trích Diêm Tích Sơn về điều mà họ gọi là "chiến thuật tự sát", song Diêm Tích Sơn tin tưởng rằng tổn thất nặng của quân Nhật cuối cùng sẽ khiến họ bị mất tinh thần, buộc người Nhật phải từ bỏ nỗ lực chiếm Sơn Tây của họ.
Trong hội chiến Hãn Khẩu, quân phòng thủ Trung Quốc kháng cự những nỗ lực của sư đoàn Itakagi tinh nhuệ của Nhật Bản trong hơn một tháng, dù Nhật Bản có lợi thế về pháo và được hỗ trợ trên không. Đến cuối tháng 10 năm 1937, tổn thất của Nhật Bản tại Hãn Khẩu gấp bốn lần so với tại Bình Hình quan, và sư đoàn Itakagi gần như thất bại. Các tường thuật đương thời của Cộng sản gọi trận chiến là "ác liệt nhất tại Hoa Bắc", trong khi các tường thuật gọi trận chiến là một "bế tắc". Nhằm cứu lực lượng của mình tại Hãn Khẩu, quân Nhật bắt đầu một nỗ lực để chiếm Sơn Tây từ một hướng thứ nhì, đó là từ phía đông. Sau một tuần giao tranh, quân Nhật chiếm được Nương Tử quan chiến lược, mở đường cho họ tiến chiếm Thái Nguyên. Chiến thuật du kích Cộng sản không hiệu quả trong việc làm chậm bước tiến của quân Nhật. Quân phòng thủ tại Hãn Khẩu nhận thấy rằng họ có nguy cơ bị đánh vào sườn nên triệt thoái về phía nam, qua Thái Nguyên, chỉ để lại 6.000 quân để giữ chân toàn bộ quân Nhật. Một đại diện của quân đội Nhật Bản, nói về cuộc phòng thủ cuối cùng tại Thái Nguyên rằng "không nơi đâu tại Trung Quốc có người Trung Quốc chiến đấu kiên cường như vậy".
Quân Nhật chịu tổn thất 30.000 nhân mạng và cũng từng ấy binh sĩ bị thương trong nỗ lực chiếm miền bắc Sơn Tây. Một nghiên cứu của Nhật Bản cho thấy rằng các trận Bình Hình quan, Hãn Khẩu, và Thái Nguyên chiếm trên một nửa tổng số thương vong của quân Nhật tại Hoa Bắc. Bản thân Diêm Tích Sơn buộc phải triệt thoái sau khi 90% quân đội của ông bị tiêu diệt, bao gồm một đội quân tiếp viện lớn mà chính phủ trung ương gửi đến Sơn Tây. Trong suốt năm 1937, một số lãnh đạo cấp cao của lực lượng Cộng sản, trong đó có Mao Trạch Đông, nhiều lần ca tụng Diêm Tích Sơn do tiến hành một chiến dịch kháng Nhật không khoan nhượng.

### Tái lập quyền lực
Không lâu trước khi để mất Thái Nguyên, Diêm Tích Sơn chuyển đại bản doanh đến Lâm Phần tại miền tây nam Sơn Tây. Quân Nhật dừng tiến quân nhằm tập trung vào chiến đấu với các đơn vị du kích Cộng sản vẫn hoạt động trong lãnh thổ mà họ chiếm được, và truyền đạt cho Diêm Tích Sơn rằng họ sẽ tiêu diệt lực lượng của ông trong vòng một năm, song ông và những người ủng hộ sẽ được đối xử kính trọng nếu đoạn tuyệt quan hệ với chính phủ trung ương và trợ giúp người Nhật đàn áp lực lượng Cộng sản. Diêm Tích Sơn đáp lại bằng nhiều lần hứa không đầu hàng cho đến khi Nhật Bản bị đánh bại. Có thể do chịu tổn thất nghiêm trọng tại miền bắc Sơn Tây, Diêm Tích Sơn từ bỏ một kế hoạch phòng thủ dựa trên trận địa chiến, và bắt đầu cải cách quân đội của mình thành một lực lượng có khả năng tiến hành chiến tranh du kích. Sau năm 1938, hầu hết những người đi theo Diêm Tích Sơn đề cập đến chế độ của ông như một "chính quyền du kích".
Do Diêm Tích Sơn không khoan nhượng, người Nhật buộc phải tiến công Lâm Phần. Lực lượng phòng thủ của Diêm Tích Sơn dưới quyền chỉ huy của Vệ Lập Hoàng thiết lập một hệ thống phòng thủ vững chắc tại Linh Thạch quan, song cuối cùng buộc phải bỏ vị trí khi quân Nhật phá vỡ phòng tuyến thông qua một đèo khác và đe dọa Lâm Phần từ phía đông. Vệ Lập Hoằng thành công trong việc ngăn chặn quân Nhật chiếm dãy núi Trung Điều chiến lược, song việc để mất Lâm Phần và Linh Thạch buộc Diêm Tích Sơn triệt thoái cùng tàn quân qua Hoàng Hà đến tỉnh Thiểm Tây láng giềng.
Trong mùa xuân năm 1938, quân Nhật tái phân bổ nhiều lực lượng của họ khỏi Sơn Tây, và Diêm Tích Sơn thành công trong việc tái lập quyền lực của mình, thiết lập một tổng hành dinh tại huyện Kỳ miền núi xa xôi. Quân Nhật tiến hành một số vụ đột kích vào miền nam Sơn Tây, song triệt thoái sau khi gặp phải kháng cự mạnh mẽ. Đến năm 1938, chiến thuật của Diêm Tích Sơn tiến hóa đến mức tương đồng với chiến tranh du kích của lực lượng Cộng sản tại các khu vực khác của Sơn Tây, và ông hợp tác phòng thủ với lực lượng Cộng sản và các sư đoàn chính quy của quân Quốc dân đảng.
Liên minh của Diêm Tích Sơn với lực lượng Cộng sản cuối cùng chịu tổn hại do căng thẳng leo thang giữa Quốc dân đảng và Cộng sản đảng tại các khu vực khác của Trung Quốc. Cuối cùng, bản thân Diêm Tích Sơn trở nên lo sợ trước năng lực nhanh chóng và ảnh hưởng mà lực lượng Cộng sản hoạt động tại Sơn Tây nhanh chóng thu được, và mối lo này khiến Diêm Tích Sơn trở nên thù địch hơn với các đại lý và binh sĩ Cộng sản. Những căng thẳng này cuối cùng dẫn đến tan vỡ quan hệ hữu hảo của Diêm Tích Sơn với lực lượng Cộng sản vào năm 1939, khi ông bắt đầu một cuộc tấn công khác chống quân Nhật và nỗ lực tiêu diệt các đơn vị thân thiện với Cộng sản nhất trong quân đội của mình bằng cách cho họ tiến hành hầu hết hoạt động giao chiến. Những đơn vị này cuối cùng quay sang chống Diêm Tích Sơn, nhận được trợ giúp từ lực lượng Cộng sản, trong khi các binh sĩ liên hệ với chính phủ trung ương hỗ trợ Diêm Tích Sơn. Cuối cùng, Diêm Tích Sơn thành công trong việc đẩy lực lượng Cộng sản và những cảm tình viên của họ khỏi lãnh thổ mà ông kiểm soát, song hầu hết các lãnh thổ nông thôn ở miền tây bắc Sơn Tây chuyển qua quyền kiểm soát của Bát lộ quân. Lực lượng của Diêm Tích Sơn tiếp tục giao chiến với quân Nhật trong suốt năm 1940 trong một chiến dịch du kích thiếu quyết đoán.

### Đàm phán với người Nhật
Năm 1940, bạn của Diêm Tích Sơn là Tanaka Ryukichi trở thành tham mưu trưởng quân đoàn số 1 Nhật Bản, đơn vị này đóng tại Sơn Tây. Sau khi tình trạng thù địch giữa Diêm Tích Sơn và lực lượng Cộng sản trở nên rõ ràng, Tanaka Ryukichi bắt đầu đàm phán với Diêm Tích Sơn trong một nỗ lực nhằm đưa Diêm Tích Sơn vào một liên minh chống Cộng với Nhật Bản. Diêm Tích Sơn chấp thuận phái một đại diện cao cấp đến họp với người Nhật, và được cho phép của chính phủ trung ương để thương lượng với người Nhật về một thỏa thuận loại bỏ toàn bộ quân đội khỏi Sơn Tây để đổi lấy sự hợp tác của Diêm Tích Sơn. Có lẽ do người Nhật không sẵn lòng đáp ứng các yêu cầu này, Diêm Tích Sơn rút khỏi đàm phán vào tháng 12 năm 1940, khi thượng cấp của Tanaka Ryukichi triệu hồi ông về Nhật Bản. Hai tháng sau đó, Nhật Bản lặp đi lặp lại cáo buộc của họ rằng Diêm Tích Sơn là một kẻ bị Cộng sản "lừa bịp".
Trong tháng 5 năm 1941, Tanaka Ryukichi trở lại Sơn Tây và mở lại đàm phán với Diêm Tích Sơn, bất chấp sự chống đối đại thể từ các lãnh đạo quân sự Nhật Bản khác tại Hoa Bắc. Tanaka Ryukichi trở về Tokyo vào tháng 8 năm 1941, mở đường cho thương thảo giữa Diêm Tích Sơn và Tướng Iwamatsu, đương thời là tư lệnh quân đoàn số 1 Nhật Bản tại Sơn Tây. Trong mùa hè năm 1942, Diêm Tích Sơn nói với người Nhật rằng ông sẽ hỗ trợ họ khi họ chiến đấu chống lại lực lượng Cộng sản nếu như người Nhật rút một phần lớn lực lượng của họ khỏi Sơn Tây và cung cấp cho quân đội của Diêm thực phẩm, vũ khí và kim loại quý.
Khi Iwamatsu phái tham mưu trưởng của mình là Đại tá Hanatani đến huyện Kỳ với mục đích đáp ứng theo yêu cầu của Diêm Tích Sơn, Diêm Tích Sơn nói rằng nhượng bộ của người Nhật không đủ và từ chối đàm phán với người Nhật. Sự từ chối này được giải thích là do Diêm Tích Sơn phẫn uất trước sự kiêu ngạo của người Nhật, hay do ông tin chắc rằng quân Nhật sẽ chiến bại tại Thái Bình Dương sau khi nghe tin về trận Midway, và/hoặc là kết quả của một lỗi dịch thuật khiến Diêm Tích Sơn tin rằng người Nhật sử dụng đàm phán như một thủ đoạn để phục kích và bất ngờ tiến công ông. Do để cho Diêm Tích Sơn lừa gạt, Iwamatsu bị mất chức tư lệnh và Hanatani bị tái phân công đến Thái Bình Dương.
Sau năm 1943, quân Nhật bắt đầu bí mật đàm phán với Diêm Tích Sơn thông qua các đại diện dân sự (đáng chú ý là bạn của Diêm tên Komoto Daisaku) trong một nỗ lực nhằm tránh bị ông làm bẽ mặt. Thông qua các nỗ lực của Komoto Daisaku, Diêm Tích Sơn và quân đội Nhật Bản tiến hành ngừng bắn phi chính thức, thông qua các điều khoản của một thỏa thuận chưa rõ. Đến năm 1944, quân của Diêm Tích Sơn đã tích cực chiến đấu với lực lượng Cộng sản, có thể là với sự hợp tác và trợ giúp của người Nhật. Quan hệ của Diêm Tích Sơn với Tưởng Giới Thạch cũng suy giảm cho đến năm 1944, khi Diêm Tích Sơn cảnh báo rằng quần chúng sẽ quay sang Cộng sản nếu chính phủ của Tưởng Giới Thạch không có cải tiến đáng kể. Một ký giả Hoa Kỳ đến thăm Sơn Tây vào năm 1944 quan sát thấy rằng với người Nhật, Diêm Tích Sơn "được cho rằng không nhất thiết phải là một con rối mà như một sự dung hòa giữa các cực phản quốc tại Nam Kinh và kháng chiến quốc dân tại Trùng Khánh".

### Quan hệ với người Nhật sau 1945
Sau Thế chiến, Diêm Tích Sơn nổi tiếng do có khả năng tuyển mộ hàng nghìn lính Nhật đóng tại miền tây bắc Sơn Tây, gồm cả các sĩ quan chỉ huy của họ, vào quân đội của ông. Ông được ghi nhận là đạt thành công trong việc sử dụng một loạt các chiến thuật nhằm thu hút những người đào ngũ này: xu nịnh, các hành động giữ thể diện, kêu gọi về chủ nghĩa lý tưởng, biểu thị thành thực về lợi ích chung. Trong những trường hợp không hoàn toàn thành công, ông đôi khi phải sử dụng cả "hối lộ và phụ nữ". Những chiến lược của ông thành công cao độ trong việc thuyết phục người Nhật ở lại và ngăn ngừa họ rời đi, kết quả là người Nhật trở thành lực lượng giữ cho khu vực xung quanh Thái Nguyên tránh khỏi sự kiểm soát của Cộng sản trong bốn năm Nội chiến.
Diêm Tích Sơn thành công trong việc giấu sự hiện diện của người Nhật khỏi các nhà quan sát Hoa Kỳ và Quốc dân đảng. Ông được cho là thể hiện việc tước vũ khí người Nhật, chỉ tái vũ trang cho họ vào ban đêm. Ông từng chính thức gán cho một phân đội Nhật Bản là "lao công tu sửa đường sắt" trong hồ sơ công trước khi đưa họ, với vũ trang đầy đủ, đến các khu vực không có đường ray đường sắt song có nhiều quân Cộng sản nổi dậy.
Bằng cách tuyển mộ người Nhật phục vụ cho mình, Diêm Tích Sơn duy trì tổ hợp công nghiệp rộng lớn quanh Sơn Tây và gần như toàn bộ người quản lý và nhân viên kỹ thuật do người Nhật thuê để vận hành chúng. Diêm Tích Sơn cũng rất thành công trong việc thuyết phục những binh sĩ Nhật Bản đầu hàng đến làm việc cho mình, do tin tức lan truyền đến các khu vực khác tại Hoa Bắc, các binh sĩ Nhật Bản từ những khu vực này bắt đầu kéo về Thái Nguyên đển phục cụ trong chính phủ và quân đội của Diêm Tích Sơn. Khi đạt sức mạnh lớn nhất, "lực lượng đặc biệt" người Nhật dưới quyền Diêm Tích Sơn tổng cộng có 15.000 binh sĩ, cộng thêm một quân đoàn sĩ quan được phân bổ khắp quân đội của Diêm Tích Sơn. Số lượng này giảm xuống 10.000 sau các nỗ lực nghiêm túc của Hoa Kỳ nhằm hồi hương người Nhật đạt thành công nhất định. Đến năm 1949, thương vong nghiêm trọng làm giảm số lượng binh sĩ người Nhật dưới quyền chỉ huy của Diêm Tích Sơn xuống 3.000. Lãnh đạo binh sĩ Nhật Bản dưới quyền Diêm Tích Sơn là Imamura Hosaku tự vẫn vào ngày Thái Nguyên thất thủ trước lực lượng Cộng sản.

## Nội chiến

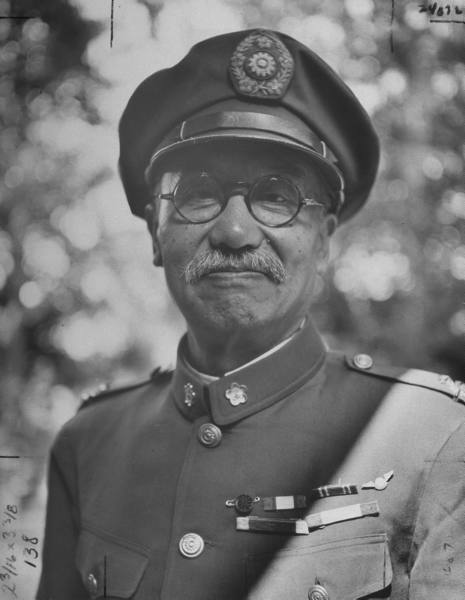
Diêm Tích Sơn năm 1947

### Chiến dịch Thượng Đảng
Chiến dịch Thượng Đảng là trận chiến đầu tiên giữa các lực lượng Cộng sản và Quốc dân sau Chiến tranh thế giới thứ hai. Trận chiến là một nỗ lực của Diêm Tích Sơn (Tưởng Giới Thạch ủy quyền) nhằm tái khẳng định quyền kiểm soát đối với miền nam Sơn Tây, nơi Giải phóng quân được cho là đặc biệt tích cực. Trong cùng năm đó, cựu tướng của Diêm Tích Sơn là Phó Tác Nghĩa chiếm được một số thành thị quan trọng tại Nội Mông: Bao Đầu và Hohhot. Nếu cả Diêm Tích Sơn và Phó Tác Nghĩa giành được thắng lợi, họ sẽ cắt đứt đường nối giữa tổng hành dinh của Cộng sản tại Diên An và quân đội của họ tại Đông Bắc. Chỉ huy Giải phóng quân tại địa phương là Lưu Bá Thừa quyết định lệnh cho lực lượng của mình chống Diêm Tích Sơn nhằm ngăn chặn điều này xảy ra. Chính trị viên của Lưu Bá Thừa là Đặng Tiểu Bình, người này về sau trở thành lãnh đạo tối cao của Trung Quốc.
Những cuộc giao tranh ban đầu trong chiến dịch diễn ra vào ngày 19 tháng 8 năm 1945, khi Diêm Tích Sơn phái 16.000 quân dưới quyền Sử Trạch Ba đi chiếm thành phố Trường Trị tại miền đông nam Sơn Tây. Ngày 1 tháng 9, Lưu Bá Thừa đến với 31.000 quân và bao vây Trường Trị. Quân của Lưu Bá Thừa chiếm được khu vực xung quanh Trường Trị, song không thể chiếm được thành phố, dẫn đến tình thế bế tắc. Sau đó, Diêm Tích Sơn phái thêm 20.000 quân dưới quyền chỉ huy của Bành Dục Bân đi tiếp viện cho Sử Trạch Ba và phá vây. Đáp lại, Lưu Bá Thừa tập trung lực lượng chống Bành Dục Bân, chỉ để lại một lực lượng tại Trường Trị. Bành Dục Dân ban đầu giành được thắng lợi, song cuối cùng quân của ông rợi vào phục kích. Bành Dục Vân tử chiến, và quân đội của ông nhanh chóng đầu hàng hàng loạt. Sử Trạch Ba nhận thấy mình không có hy vọng được cứu viện, do vậy cố gắng đột vây và chạy đến Thái Nguyên, song bị phục kích và buộc phải đầu hàng vào ngày 10 tháng 10.
Dù hai bên đều chịu tổn thất tương đương về thương vong, song lực lượng Cộng sản có thể bắt được 31.000 quân của Diêm Tích Sơn. Sau khi đầu hàng, hầu hết quân của Diêm Tích Sơn bị thuyết phục có tổ chức hoặc bị cưỡng ép và cuối cùng gia nhập lực lượng Cộng sản. Chiến dịch Thượng Đảng kết thúc bằng việc lực lượng Cộng sản kiểm soát vững chắc miền nam Sơn Tây. Do quân đội dã chiến của Diêm Tích Sơn được tiếp tế và vũ trang tốt hơn nhiều, chiến thắng này cho phép Giải phóng quân địa phương thu được thêm rất nhiều vũ khí so với họ có trước đó. Người ta cho rằng chiến thắng của Giải phóng quân trong Chiến dịch Thượng Đảng thay đổi chiều hướng hòa đàm Trùng Khánh đang diễn ra, cho phép Mao Trạch Đông hành động với tư thế đàm phán mạnh hơn. Chiến thắng của Giải phóng quân trong Chiến dịch Thượng Đảng làm tăng uy tín lâu dài của cả Lưu Bá Thừa và Đặng Tiểu Bình. Sau chiến dịch, Lưu Bá Thừa để lại một lực lượng nhỏ để phòng thủ miền nam Sơn Tây, đưa hầu hết các đơn vị tinh nhuệ nhất của ông cùng các thiết bị thu được đi đương đầu với Tôn Liên Trọng trong Chiến dịch Bình Hán.
Năm 1946, lực lượng Cộng sản tại Tây Bắc xác định việc chiếm Thái Nguyên là một trong các mục tiêu chính của họ, và trong suốt năm 1946 và 1947 Diêm Tích Sơn liên tục tham dự các nỗ lực nhằm phòng thủ miền bắc và tái chiếm miền nam Sơn Tây. Những nỗ lực này chỉ tạm thành công, và đến mùa đông năm 1947 thì quyền kiểm soát của Diêm Tích Sơn đối với Sơn Tây bị hạn chế trong khu vực miền bắc lân cận Thái Nguyên. Diêm Tích Sơn quan sát thấy rằng lực lượng Cộng sản phát triển mạnh hơn, và dự đoán rằng trong vòng sáu tháng họ sẽ thống trị một nửa Trung Quốc. Sau khi để mất miền nam Sơn Tây, Diêm Tích Sơn tiến hành chuẩn bị tử thủ Thái Nguyên, có lẽ với hy vọng rằng nếu ông và các lãnh đạo chống Cộng khác có thể cầm cự đủ lâu thì Hoa Kỳ cuối cùng sẽ tham chiếm cạnh họ, cứu lực lượng của ông khỏi bị tiêu diệt.

### Chiến dịch Thái Nguyên

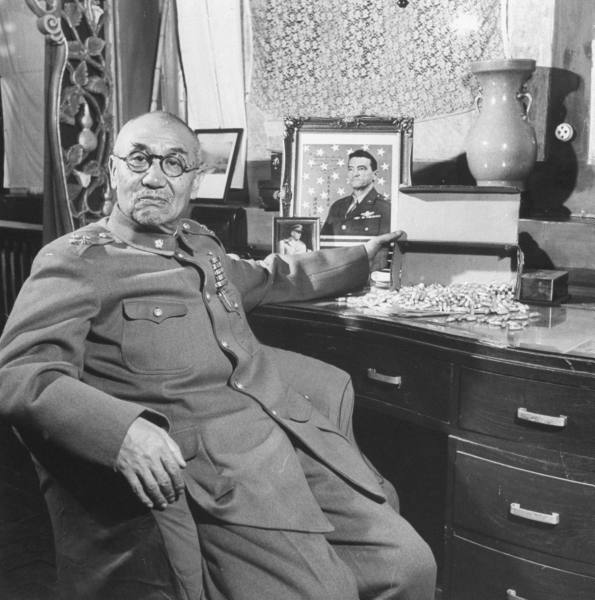
Trong khi Thái Nguyên bị bao vây, Diêm Tích Sơn nói với các ký giả ngoại quốc rằng ông cùng những người đi theo sẽ nuốt các viên xyanua trước khi họ để cho Giải phóng quân chiếm Sơn Tây.

Đến năm 1948, lực lượng của Diêm Tích Sơn chịu các thất bại quân sự liên tiếp trước Giải phóng quân, mất quyền kiểm soát miền nam và miền trung Sơn Tây, và bao quanh đều là lãnh thổ do Cộng sản kiểm soát. Dự đoán về một cuộc tiến công vào miền bắc Sơn Tây, Diêm Tích Sơn cho gia cố hơn 5.000 boongke, xây dựng trên địa hình tự nhiên gồ ghề quanh Thái Nguyên. Quân đoàn 30 của Quốc quân được không vận từ Tây An đến Thái Nguyên để củng cố phòng thủ thành phố. Trong giai đoạn này, Diêm Tích Sơn nhiều lần tuyên bố ý định tử thủ Thái Nguyên. Tổng số binh sĩ Quốc dân hiện diện tại miền bắc Sơn Tây đến mùa thu năm 1948 là 145.000. Nhằm vượt qua hệ thống phòng thủ này, chỉ huy Giải phóng quân là Từ Hướng Tiền phát triển một chiến lược giao chiến tại các vị trí bên ngoài trước khi bao vây thành phố. Những chiến sự đầu tiên trong Chiến dịch Thái Nguyên diễn ra vào ngày 5 tháng 10 năm 1948.
Đến ngày 13 tháng 11 năm 1948, Giải phóng quân thành công trong việc chiếm khu vực quanh phía đông của Thái Nguyên. Lực lượng Quốc dân chịu thất bại nghiêm trọng khi toàn bộ các sư đoàn đào ngũ hoặc đầu hàng. Một lần, một sư đoàn Quốc quân dưới quyền chỉ huy của Đới Bỉnh Nam trá hàng, rồi bắt giữ các sĩ quan Giải phóng quân đến trại để tiếp nhận đầu hàng. Diêm Tích Sơn lầm tưởng thủ lĩnh của nhóm bị bắt là lãnh đạo cao cấp của Giải phóng quan Hồ Diệu Bang, sau đó không vận nhóm này đến cho Tưởng Giới Thạch.
Sau những đại thắng tại Hà Bắc vào cuối tháng 1 năm 1949, Giải phóng quân tại Sơn Tây được tăng cường với các binh sĩ và pháo. Sau đó, tổng quân số dưới quyền Lưu Bá Thừa vượt quá 320.000, trong đó 220.000 là quân dự bị. Đến cuối năm 1948, Diêm Tích Sơn đã để mất trên 40.000 binh sĩ, song đã nỗ lực để bổ sung số lượng thông qua thực hiện chế độ quân dịch trên quy mô lớn.
Bản thân Diêm Tích Sơn (cùng với hầu hết ngân quỹ của tỉnh) được không vận khỏi Thái Nguyên trong tháng 3 năm 1949 nhằm mục đích yêu cầu chính phủ trung ương tiếp tế thêm. Diêm Tích Sơn để lại Tôn Sở làm tư lệnh lực lượng quân cảnh, để con rể là Vương Tĩnh Quốc phụ trách hầu hết lực lượng Quốc dân trong tỉnh. Quyền tổng chỉ huy được giao cho Imamura Hosaku, trung tướng Nhật Bản gia nhập quân đội của Diêm Tích Sơn sau Chiến tranh thế giới thứ hai.
Ngay sau khi Diêm Tích Sơn được không vận khỏi Thái Nguyên, các phi cơ của Quốc dân đảng ngưng thả thực phẩm và vật tư cho những người phòng thủ do lo sợ bị Giải phóng quân bắn hạ. Ngày 22 tháng 4, Chiến dịch Thái Nguyên kết thúc với kết quả lực lượng Cộng sản kiểm soát toàn bộ Sơn Tây. Tổng số thương vong của lực lượng Quốc dân được tính là 145.000, nhiều người trong số đó sống sót với thân phận tù binh chiến tranh.

## Những năm cuối đời

### Thủ tướng Trung Hoa Dân Quốc
Trong tháng 3 năm 1949, Diêm Tích Sơn đi máy bay đến thủ đô Nam Kinh nhằm mục đích yêu cầu chính phủ trung ương viện trợ nhiều lương thực và đạn dược hơn, đem theo hầu hết ngân quỹ của tỉnh, và từ đó không trở về Thái Nguyên. Một thời gian ngắn sau khi đến Nam Kinh, Diêm Tích Sơn tham gia tranh chấp giữa tổng thống lâm thời Lý Tông Nhân với cựu tổng thống Tưởng Giới Thạch. Mặc dù Tưởng Giới Thạch đã từ chức, song nhiều quan chức và tướng lĩnh vẫn trung thành với ông ta, và Tưởng Giới Thạch giữ lại hơn 200 triệu USD, không cho Lý Tông Nhân sử dụng chúng để chống lại lực lượng Cộng sản hoặc để ổn định tiền tệ. Tranh chấp quyền lực tiếp diễn giữa hai phe phá hoại nghiêm trọng nỗ lực bảo vệ lãnh thổ trước lực lượng Cộng sản.
Diêm Tích Sơn tập trung các nỗ lực của mình nhằm thúc đẩy hợp tác hơn nữa giữa Lý Tông Nhân và Tưởng Giới Thạch. Trong một dịp, Diêm Tích Sơn đổ lệ khi nỗ lực, theo yêu cầu của Tưởng Giới Thạch, để thuyết phục Lý Tông Nhân không từ chức. Ông liên tục sử dụng các ví dụ về việc để mất Sơn Tây, và cảnh báo rằng sự nghiệp của Quốc dân đảng sẽ diệt vong trừ khi quan hệ giữa Lý Tông Nhân và Tưởng Giới Thạch được cải thiện. Lý Tông Nhân cuối cùng nỗ lực thiết lập một chính phủ, gồm cả những người ủng hộ và chỉ trích Tưởng Giới Thạch, với Diêm Tích Sơn là Viện trưởng Hành chính viện, tức thủ tướng. Bất chấp các nỗ lực của Diêm Tích Sơn, Tưởng Giới Thạch chỉ cho Lý Tông Nhân tiếp cận một phần nhỏ so với số của cải mà Tưởng đã đưa đến Đài Loan, và các sĩ quan trung thành với Tưởng từ chối tuân theo lệnh của Lý Tông Nhân, làm thất bại các nỗ lực nhằm phối hợp quốc phòng và ổn định tiền tệ.
Đến cuối năm 1949, vị thế của Quốc dân đảng trở nên tuyệt vọng. Tiền tệ do chính phủ trung ương phát hành nhanh chóng phá giá rồi gần như vô giá trị. Các lực lượng quân sự trung thành với Lý Tông Nhân nỗ lực phòng thủ Quảng Đông và Quảng Tây, trong khi phe trung thành với Tưởng Giới Thạch nỗ lực phòng thủ Tứ Xuyên. Hai lực lượng từ chối hợp tác với nhau, cuối cùng dẫn đến để mất hai khu vực. Các nỗ lực kiên trì của Diêm Tích Sơn nhằm làm việc với hai bên khiến ông bị cả hai bên xa lánh, họ đều bực bội trước việc Diêm Tích Sơn hợp tác với phía bên kia. Đến cuối năm 1949, Giải phóng quân chiếm được toàn bộ lãnh thổ đại lục, Lý Tông Nhân đi lưu vong tại Hoa Kỳ, trong khi Diêm Tích Sơn tiếp tục giữ chức thủ tướng tại Đài Loan cho đến năm 1950, khi Tưởng Giới Thạch tái nhậm chức tổng thống.

### Nghỉ hưu tại Đài Loan

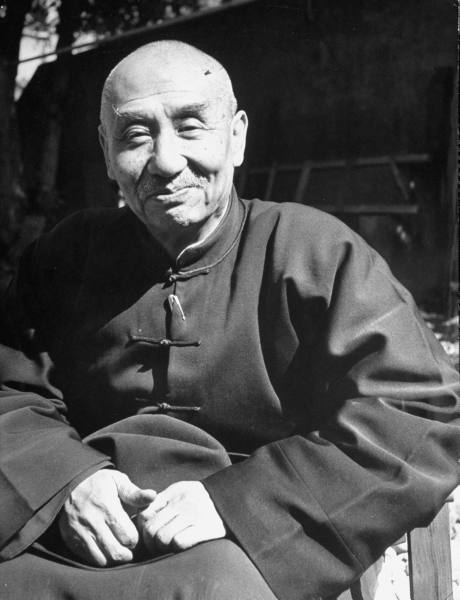
Hình ảnh Diêm Tích Sơn nghỉ hưu vào năm 1950.

Những năm cuối cùng của Diêm Tích Sơn đầy chán ngán và buồn rầu. Sau khi theo Tưởng Giới Thạch đến Đài Loan, ông được bổ nhiệm làm "tư chính Tổng thống phủ", song thực tế hoàn toàn không có quyền lực. Tưởng Giới Thạch có thể có mối thù kéo dài với Diêm Tích Sơn do các hành động của Diêm Tích Sơn nhân danh Lý Tông Nhân tại Quảng Đông. Trong hơn một lần, Diêm Tích Sơn thỉnh cầu được phép đến Nhật Bản, song không được phép rời khỏi Đài Loan.
Diêm Tích Sơn hoàn toàn bị ruồng bỏ, ngoại trừ một số ít người theo, và giành hầu hết những năm còn lại của ông để viết sách về triết học, lịch sử, và các sự kiện đương đại, chúng thường được ông cho dịch sang tiếng Anh. Quan điểm triết học cuối của Diêm Tích Sơn được mô tả là "không tưởng Nho giáo chống Cộng sản và chống tư bản". Một vài tháng trước khi Chiến tranh Triều Tiên nổ ra, Diêm Tích Sơn cho phát hành một cuốn sách mang tên Thế giới hòa bình hay thế giới đại chiến (世界和平與世界大戰), trong đó ông dự đoán chính xác những sự kiện lớn diễn ra sau đó.
Diêm Tích Sơn mất tại Đài Loan vào ngày 24 tháng 5 năm 1960. Ông được an táng tại khu Thất Tinh tại Dương Minh Sơn. Trong hàng thập niên, dinh thự và mộ của Diêm Tích Sơn được một nhóm nhỏ các phụ tá cũ trông nom, họ theo Diêm Tích đến Đài Loan từ Sơn Tây. Năm 2011, khi phụ tá cuối cùng của ông đã 81 tuổi và không thể chăm sóc dinh thự được nữa, trách nhiệm duy trì di tích được trao cho chính quyền thành phố Đài Bắc.

## Di sản
Sau Nội chiến, giống như hầu hết tướng lĩnh Quốc dân đảng khác không đổi phe, Diêm Tích Sơn bị bộ máy tuyên truyền của Cộng sản biến thành ác quỷ. Phải cho đến sau năm 1979, với những cải cách mới tại Trung Quốc, Diêm Tích Sơn mới bắt đầu được nhìn nhận tích cực hơn với thân phận là một anh hùng kháng Nhật. Những đóng góp của Diêm Tích Sơn trong giai đoạn ông nắm quyền bắt đầu được chính phủ Trung Quốc hiện nay công nhận. Một trong những thành tựu của ông là kiềm chế một dịch bệnh tại Sơn Tây được nhiều tổ chức chính phủ Trung Quốc trích dẫn.
Diêm Tích Sơn chân thành trong các nỗ lực nhằm hiện đại hóa Sơn Tây, và giành được thành công trong một số khía cạnh. Trong suốt thời gian thống trị, Diêm Tích Sơn nỗ lực nhằm thúc đẩy các cải cách xã hội mà sau này được công nhận, song gây tranh luận cao độ vào đương thời: bãi bỏ tục bó chân; quyền làm việc của phụ nữ bên ngoài gia đình; giáo dục tiểu học phổ thông; và sự hiện diện của các dân quân nông dân với vị thế là một đơn vị căn bản của quân đội. Diêm Tích Sơn có lẽ là quân phiệt tận tụy với tỉnh của mình nhất vào đương thời, song liên tục gặp thách thức do tính không chuyên nghiệp của ông và tài năng của các quan chức dưới quyền.